# Joseph Barsabbas
Joseph Barsabbas (auch Josef), genannt „Justus“ („der Gerechte“), war ein früher Christ, der im Neuen Testament genannt wird.
Nach dem Tod des Judas Iskariot war ein Nachfolgekandidat für diesen zu bestimmen, um die Zwölfzahl der Apostel aufzufüllen. Die Apostelgeschichte nennt als Voraussetzung für einen solchen Kandidaten: Das muss einer von den Männern sein, die mit uns (den übrigen Aposteln) gewesen sind in all der Zeit, in der der Herr Jesus bei uns ein- und ausging, und zwar von der Taufe des Johannes an bis zu dem Tage, an dem er aufgenommen wurde. Mit uns soll er zum Zeugen seiner Auferstehung werden. (Apg 1,21 ) Zur Wahl standen Joseph Barsabbas und Matthias. Durch das Los wurde schließlich Matthias bestimmt.
Joseph Barsabbas wird traditionell zu den Siebzig Jüngern gerechnet. In der Legenda aurea aus dem 13. Jahrhundert erscheint Joseph Barsabbas als Vetter Jesu. Da Judas Barsabbas aus Apg 15,22  denselben Nachnamen wie Joseph trug, wird angenommen, dass es sich bei beiden um Brüder handelte.
Papias, Bischof von Hierapolis, schrieb, dass die Töchter des Diakons Philippus, die mit ihrem Vater ebenfalls nach Hierapolis gezogen waren, ihm erzählten, dass Justus Barsabas ein offenkundiges Gift getrunken hatte, das ihm durch die Gnade des Herrn nicht schadete.
Joseph Barsabbas wird als Heiliger verehrt. Sein Gedenktag ist der 20. Juli in der römisch-katholischen Kirche, der 4. Januar und der 30. Oktober in den orthodoxen Kirchen sowie der 9. April in der armenischen Kirche.